# Szczęśliwe dni Muminków
Szczęśliwe dni Muminków – polski film animowany z 1983 roku, oparty na cyklu książek Tove Jansson o Muminkach. Film powstał na bazie odcinków serialu Opowiadania Muminków.
W filmie rodzina Muminków wspomina przygody Muminka, Ryjka i Włóczykija, którzy wędrowali do planetarium w górach.

## Obsada
- Michał Szewczyk – Muminek
- Barbara Borkowska – Mamusia Muminka, Ciotka Paszczaka
- Andrzej Herder – Tatuś Muminka, Paszczak, policjant, profesor, arcykról
- Stanisław Kwaśniak – narrator, Ryjek, Fredriksson, Piżmowiec
- Barbara Marszałek – Wiercipiętek, Mimbla, synek Marsjanin, Filifionka
- Alicja Krawczyk – Migotka, Mała Mi, mama Marsjanka
- Marek Kołaczkowski – Włóczykij, duch, Edward Olbrzym, ojciec Marsjanin